# 巴特肯州
巴特肯州 是吉爾吉斯的一個州，因首府得名。位於該國西南部阿賴山脈山區，北為烏茲別克斯坦，西、南為塔吉克斯坦。該地區有大量的少數民族烏茲別克族（2009 年為 14.7%）和塔吉克族（2009 年為 6.9%）。该州内部包含有属于塔吉克斯坦索格特州伊斯法拉区的沃鲁赫飞地。